# Polycentropus zaneta
Polycentropus zaneta är en nattsländeart som beskrevs av Donald G. Denning 1948. Polycentropus zaneta ingår i släktet Polycentropus och familjen fångstnätnattsländor. Inga underarter finns listade i Catalogue of Life.